# Perry Johnson
Perry Johnson, född 1924, död 23 maj 1999, var en friidrottare från Bermuda. Han deltog vid olympiska sommarspelen 1948.